# Charles H. Turner (Zoologe)

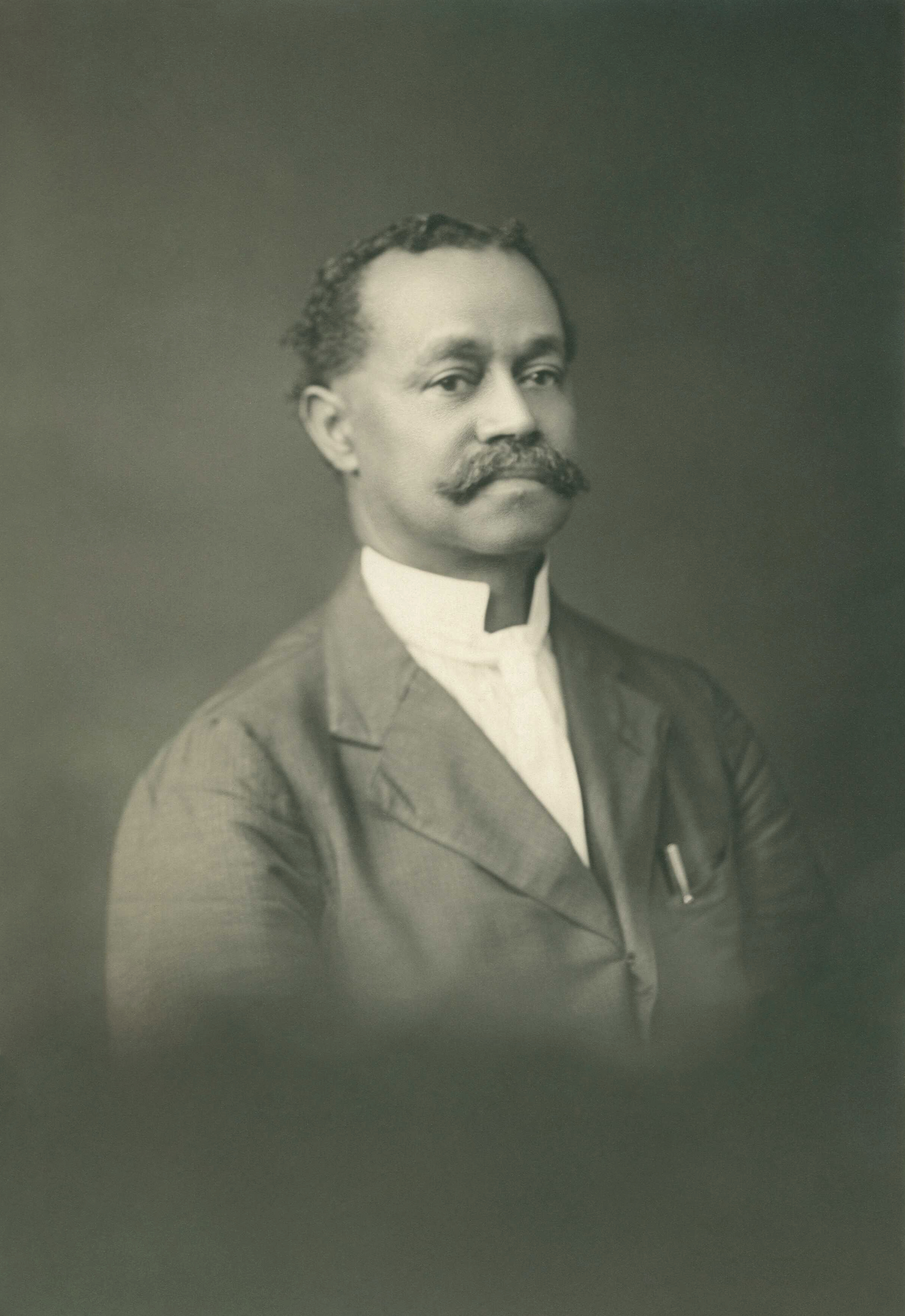
Charles H. Turner, 1921

Charles Henry Turner (* 3. Februar 1867 in Cincinnati, Ohio; † 14. Februar 1923 in Chicago, Illinois) war ein US-amerikanischer Verhaltensforscher, der insbesondere Experimente zum Lernvermögen sozialer Insekten durchführte. Turner war der erste Afroamerikaner, der an der University of Cincinnati einen Master-Grad erwarb, und einer der ersten Afroamerikaner, die an der University of Chicago einen Doktor-Grad in Zoologie erwarben.
Obwohl Turner die Ergebnisse seiner Studien in hochrangigen Fachzeitschriften – unter anderem in Science und im Journal of Comparative Neurology – publizierte, wurde sein Werk nach seinem Tod von den Fachkollegen kaum noch beachtet. In einem biografischen Artikel in Science verwiesen die Autoren im Herbst 2020 darauf, dass Turner bereits zu Lebzeiten „fast unüberwindbaren Hindernissen wegen seiner afroamerikanischen Ethnizität“ gegenüber stand.

## Leben
Als Charles H. Turner im Februar 1867 geboren wurde, waren noch keine 14 Monate vergangen, seit die Sklaverei in den Vereinigten Staaten durch den 13. Zusatzartikel zur Verfassung abgeschafft worden war. Sein Heimatort Cincinnati hatte sich zuvor während des Sezessionskrieges (1861 bis 1865) zu einer bedeutenden „Transitstation“ der Underground-Railroad-Bewegung entwickelt, deren Ziel es war, „entwichenen“ Sklaven aus den Südstaaten die Flucht nach Kanada zu ermöglichen. Dieses soziale Engagement hatte zur Folge, dass in den folgenden Jahren die Aufstiegschancen für Schwarze in Cincinnati deutlich größer waren als andernorts in den USA. Daher war es Turner möglich, nach dem Besuch der Gaines High School ab 1886 an der University of Cincinnati das Fach Biologie zu studieren. Dort erwarb er 1891 den Bachelor-Grad und wenige Monate später auch den Master-Grad. Bereits 1892 erschien seine erste Publikation, eine Zusammenfassung seiner Bachelor-Arbeit in alleiniger Autorenschaft im Fachblatt Science. In diesem Artikel – dem ersten eines Afroamerikaners in Science – verglich er Größe und Komplexität des Gehirns von Vögeln und Reptilien jeweils in Bezug auf ihre Körpergröße und kam aufgrund seiner anatomischen und mikroskopischen Studien zu dem Schluss, dass es kein Wunder sei, wenn Vögel im Vergleich mit ihren „Cousinen“ geradezu „intellektuelle Giganten“ seien. Im gleichen Jahr erschien ein zweiter, deutlich längerer Fachbericht über seine Studien zu einem völlig anderen Thema in der Fachzeitschrift Journal of Comparative Neurology. Turner beschrieb darin „intelligente Variationen“ von Spinnennetzen der Webspinnen, was in krassem Widerspruch stand zur damals üblichen Interpretation der Bewegungsabfolgen beim Spinnen als stets gleichförmigem Automatismus.
1907 erwarb Turner den Doktor-Grad im Fach Zoologie an der University of Chicago, und im gleichen Jahr publizierte er eine fast 100 Druckseiten umfassende verhaltensbiologische Laborstudie über das Heimfindeverhalten von Ameisen und deren Reaktion auf äußere Reize. Wie in seinen früheren Veröffentlichungen lag auch diesen Experimenten ein seinerzeit „bahnbrechender Ansatz“ zu Grunde, nämlich der Blick auf die individuellen Unterschiede im Verhalten der Studienobjekte. 1908 folgte eine Publikation über das Heimfindeverhalten von Langhornbienen der Gattung Melissodes, die in akademischen Kreisen jahrzehntelang in Vergessenheit geriet, obwohl sie in wesentlichen Ansätzen die – weithin bekannt gebliebene – Studie von Nikolaas Tinbergen aus dem Jahr 1932 über die Orientierung des Bienenwolfes vorwegnahm. Zudem berichtete Turner bereits im Jahr 1910 über seine Experimente zum Farbensehen von Bienen – knapp fünf Jahre vor einer ähnlichen Publikation des späteren Nobelpreisträgers Karl von Frisch über den „Farben- und Formensinn der Bienen“, in der dieser Turners Vorarbeiten erwähnte. Eine Studie an Individuen der Feldwespen-Gattung Polistes stellte 1912 den behavioristischen Ansatz von Edward Lee Thorndike infrage, dem zufolge Lernen bei Tieren stets aus einer Abfolge von Versuch und Irrtum hervorgehe; Turner hingegen konnte belegen, dass das Heimfindeverhalten seiner Testtiere – die im Experiment Hindernisse umgehen mussten – auf eine gewisse Zielgerichtetheit schließen lasse. Diese Interpretation seiner Beobachtungen nahm den vor allem von Edward Tolman in den 1930er-Jahren formulierten Übergang vom Neobehaviorismus zum Kognitivismus vorweg.
Insgesamt veröffentlichte Charles H. Turner mehr als 70 Facharbeiten, jedoch gelang es ihm nie, an einer der forschenden Universitäten angestellt zu werden. Deshalb hatte er weder Zugang zu gut ausgestatteten Labors noch zu deren Bibliotheken. Als Privatgelehrter finanzierte er seinen Unterhalt und seine Forschung von 1908 bis 1922 als Lehrer an der Sumner High School für afroamerikanische Kinder in St. Louis. Er war von 1887 bis 1895 mit Leontine Troy und nach deren Tod ab 1907 mit Lillian Porter verheiratet. Mit seiner ersten Ehefrau hatte er drei Kinder, Henry Owen, Darwin Romanes und Louisa Mae.

## Ehrungen
- Die US-amerikanische Animal Behavior Society ehrt Turner seit 2002 durch den jährlich vergebenen Charles H. Turner Award, mit dem Studierenden aus traditionell im akademischen Betrieb unterrepräsentierten Minderheiten die Teilnahme an ihren Wissenschaftstagungen finanziert wird.[11]

## Schriften (Auswahl)
- A Grape Vine Produces Two Sets of Leaves During the Same Season. In: Science. Band 20, Nr. 493, 1892, S. 39, doi:10.1126/science.ns-20.493.39.a.
- The Behavior of a Snake. In: Science. Band 30, Nr. 773, 1909, S. 563–564, doi:10.1126/science.30.773.563.
- Do Ants Form Practical Judgements? In: The Biological Bulletin. Band 13, Nr. 6, 1907, S. 333–343, Volltext.
- Experiments on color-vision of the honey bee. In: The Biological Bulletin. Band 19, Nr. 5, 1910, S. 257–279, Volltext.
- Experiments on pattern-vision of the honey bee. In: The Biological Bulletin. Band 21, Nr. 5, 1911, S. 249–264, Volltext.
- Behavior of the Common Roach (Periplaneta orientalis L.) on an Open Maze. In: The Biological Bulletin. Band 25, Nr. 6, 1913, S. 348–365, Volltext.

## Belege
1. ↑  Charles I. Abramson: A Study in Inspiration: Charles Henry Turner (1867–1923) and the Investigation of Insect Behavior. In: Annual Review of Entomology. Band 54, 2009, S. 343–359, doi:10.1146/annurev.ento.54.110807.090502.
2. ↑  Charles I. Abramson: Charles Henry Turner remembered. In: Nature. Band 542, 2017, S. 31, doi:10.1038/542031d.
3. ↑  Charles Henry Turner, Pioneer Animal Behaviorist. Auf: thoughtco.com, zuletzt eingesehen am 28. Dezember 2020.
4. 1 2  Hiruni Samadi Galpayage Dona und Lars Chittka: Charles H. Turner, pioneer in animal cognition. In: Science. Band 370, Nr. 6516, 2020, S. 530–531, doi:10.1126/science.abd8754.
5. ↑  C. H. Turner: A few characteristics of the avian brain. In: Science. Band 19, Nr. 466, 1892, S. 16–17.
6. ↑  C. H. Turner: Psychological notes upon the gallery spider – illustrations of intelligent variations in the construction of the web. In: Journal of Comparative Neurology. Band 2, Nr. 1, 1892, S. 95–110.
7. ↑  C. H. Turner:  The homing of ants: An experimental study of ant behavior. In: Journal of Comparative Neurology. Band 17, Nr. 5, 1907, S. 367–434.
8. ↑  C. H. Turner: The Homing of the Burrowing-Bees (Anthrophoridae). In: The Biological Bulletin. Band 15, Nr. 6, 1908, S. 247–258.
9. ↑  Nikolaas Tinbergen: Über die Orientierung des Bienenwolfes (Philanthus triangulum Fabr.). In: Zeitschrift für vergleichende Physiologie. Band 16, 1932, S. 305–334.
10. ↑  C. H. Turner: An Orphan Colony of Polistes pallipes Lepel. In: Psyche: A Journal of Entomology. Band 19, 1912, S. 184–190, doi:10.1155/1912/67292.
11. ↑  Charles H. Turner Award. Auf: animalbehaviorsociety.org, zuletzt abgerufen am 11. April 2022.

| Personendaten    | Personendaten                                       |
| ---------------- | --------------------------------------------------- |
| NAME             | Turner, Charles H.                                  |
| ALTERNATIVNAMEN  | Turner, Charles Henry                               |
| KURZBESCHREIBUNG | US-amerikanischer Verhaltensforscher und Entomologe |
| GEBURTSDATUM     | 3. Februar 1867                                     |
| GEBURTSORT       | Cincinnati, Ohio, Vereinigte Staaten                |
| STERBEDATUM      | 14. Februar 1923                                    |
| STERBEORT        | Chicago, Illinois, Vereinigte Staaten               |